# Ми-26
Ми-26 (НАТО класификација ) је двомоторни тешки транспортни хеликоптер носивости преко 20 000 килограма, највећи је хеликоптер који се производи на свету. Конструисао га је московски КБ „Миљ", а серијски се производи у фабрици хеликоптера у Ростову. Способан је да понесе велики број људи у интегрисаном трупу попут Ми-6 и Ми-12, подићи велике количине терета великих димензија унутар трупа попут Ми-12, те има могућност ношења великих и тешких терета на подвесним носачима попут Ми-10.

## Историја и развој
Резултат богатог искуства на хеликоптерима попут Ми-6, Ми-10 и Ми-12, као и узнапредовала технологија, довели су до стварања највећег оперативног хеликоптера на свету Ми-26. Ипак, две деценије напретка довела су до стварања визуелно пуно лепшег хеликоптера, чистијих аеродинамичких линија, који иако сличних димензија, пружа у сваком погледу много више од својих претходника. Ми-26 је од почетка замишљен као хеликоптер који ће сјединити могућности свих својих џиновских претходника у једну летелицу уз истовремено дуплирајући оперативне могућности. Под тим се подразумева да је способан да понесе велики број људи у интегрисаном трупу попут Ми-6 и Ми-12, подићи велике количине терета великих димензија унутар трупа попут Ми-12, те имати могућност ношења великих и тешких терета на подвесним носачима попут Ми-10. Један од разлога је и прекидање даљег развоја хеликоптера Ми-12, јер је током развоја тог хеликоптера, руска технологија развоја турбо-осовинских мотора узнапредовала до те тачке, где је било могуће произвести лакши хеликоптер мањих димензија који ће задржати могућност ношења велике количине терета и превоза истог броја људи.
Нови пројекат добио је оперативни назив „Изделие 90". Први прототип, означен као В-29, први пут је полетео 14. децембра 1977. године. После одређених измена, уведен је у Совјетско ратно ваздухопловство 1983. године, под ознаком Ми-26.
У току је развој нове верзије овог хеликоптера која ће добити врло вероватно ознаку Ми-27, а побољшања ће се првенствено односити на ширу примену композитних материјала у изради хеликоптера, уградњу снажнијих мотора и ојачању конструкције чиме ће се носивост повећати на 22 500 кг. Осим тога планирано је смањење посаде на три члана уз уградњу најновијих система и опрему која ће омогућити пробој овог хеликоптера и на најзахтевнија тржишта која су барем досадашњим унајмљивањем показала интерес и потребу за таквим летећим горостасом.

## Опис
Изглед Ми-26 очити је резултат изгледа Ми-6, јер као и Ми-6 има сличну конфигурацију трупа и ротора, а готово је и истих димензија. Труп својом дужином од 12,08 м (или чак 15 м са спуштеном рампом), ширином на поду од 3,25 м те висином која се креће од 2,91 м до 3,17 м (због закошавања крова), Ми-26 пружа транспортне могућности готово попут авиона C-130 Херкулес. Такве велике димензије стварају запремину простора од чак 121 m³ , са површином пода мањег стана (39,3 m² ), за који је, да би се испунио, потребно имати и примерену опрему. Приступ у транспортни простор омогућен је кроз двоја врата на левој страни трупа, једна врата на десној задњој страни трупа, те велику спуштајући рампу на задњој страни која својим димензијама омогућава директан улазак и излазак возила величине камиона.
У продужетку теретног простора налази се пилотска кабина, али између се налази још простор са седиштима за четири особе. Како пилотски простор тако и овај преградни простор са четири седишта имају могућност херметизације и климатизације, док теретни простор то нема. Посада хеликоптера одговара величини хеликоптера, а чине га чак четири стална члана и један опциони члан, особа за утовар терета. Посада је смештена у кабину која је међу најпространијима, а осигурава више него комотан смештај четири члана посаде коју чине: пилот (на левом седишту), копилот, навигатор (повишено иза копилота) и летач-механичар (повишено иза пилота). Између пилота налази се мења и помоћно седиште које најчешће служи током обуке или пак за стручну особу која ће наводити хеликоптер (нпр. Командант акције спасавања). У плановима модернизације Ми-26 предвиђа се модификација пилотске кабине са само два члана посаде и додатни летач механичар, што ће се постићи већим степеном аутоматизације система, али и боље опреме за надзор система и вођење навигације. Пилотска кабина нема засебне улазе као што је случај код Ми-6, већ се улази кроз транспортни простор, али зато има одбацива бочне прозоре како би посада у случају нужде брзо напустила хеликоптер.
Израда осмокраког ротора била је нужна како би се смањио потребни пречник ротора на 32 м јер би у противном, за стварање исте силе потиска са мање лопатица био је потребан ротор огромних димензија, а израда тако дугачке лопатице која би задржала своју чврстину била је проблематична. Свака лопатица ротора има главну носећу греду израђену од једног дела, на коју су у секцијама постављени аеропрофили. У изради лопатица носећег ротора обилно су примењени композитни материјали, чиме је свака лопатица у односу на ону с Ми-6 двоструко лакша. Има тежину од свега 375 кг. Ради заштите од оштећења, лопатице ротора превучене су облогом на бази титана, што је у свету хеликоптера такође било изведено први пут. Сам ротор показао се осим велике поузданости и врло тих, а ниво вибрација у односу на хеликоптере тешке категорије је врло мала, што продужава животни век целог хеликоптера. Лопатице петокраког репног ротора пречника 7,61 m (само за поређење, то је готово пречник носећег ротора хеликоптера МD-500), израђене су од композитних материјала, док је главчина ротора израђена попут оне на носећем ротору од титанијума.
Овако велики хеликоптер обилује опремом и системима који захтевају електричну енергију, а по руској традицији, извора електричне енергије има на претек. И са угашеним моторима, сви системи на хеликоптеру могу добијати потребно напајање захваљујући помоћном извору напајања, који се налази испод пилотске кабине, а који служи и за покретање мотора.
Мотори који осигуравају подизање овог горостаса у ваздух производ су компаније Прогрес Лотарев Д-136, а смештени су са сваке стране вратила носећег ротора, испред главног редуктора на крову. Иако оба мотора развијају укупну снагу од 22.800 КС, одликује их врло економична потрошња у односу на понуђену снагу. Изградити редуктор који ће пренети толику снагу заиста није лак задатак, а притом мора још испуњавати захтеве минималне тежине, тада то поставља нове границе у аеронаутици. Сама компанија Миљ развила је редуктор којем је тежина од 3500 кг испод дозвољених 10% укупне тежине хеликоптера, а омогућио је пренос снаге до 19.725 кс, што је и више него довољно за постизање жељених перформанси. Вишак снаге мотора (3075 кс) ионако своју највећу функцију има као сигурносна резерва (тј. у случају отказа једног од мотора чак и при максималном оптерећењу хеликоптера), други мотор аутоматски излази на повишени режим рада и осигурава одржавање лета до најближег места слетања. Мотори су опремљени филтерима ваздуха на усису мотора, док се велики испуси гасова мотора налазе већ испред почетка вратила носећег ротора. Сваки од мотора има независно напајање горивом из 8 гумених танкова укупне запремине 12 000 литара, који се налазе испод пода теретне кабине, из којих горивне пумпе црпе гориво у два расходна резервоара иза мотора. У случају отказа горивних пумпи, гориво слободним падом из расходних резервоара може снабдевати моторе готово 30 минута, што је довољно да хеликоптер изведе безбедно слетање.
Иако Ми-26 не носи одбрамбено наоружање, војне верзије опремљене су АСУ-2В топлотним и радарским мамцима и ометаца, али и уградњом структуралних заштита попут заштитног оклопа за посаду, пуњење самозаптивајућих горивних танкова инертним гасом као и врло ефикасан аутоматски систем гашења пожара. У случају удара хеликоптера у земљу великом брзином на стајни трап, захваљујући амортизерима великог капацитета, апсорбује велику ударну енергију, а вишак преносе на структуру хеликоптера која тада ублажава енергију удара својим савијањем или ломом. Удвостручењем, али често и утростручења виталних система, пасивном и активном заштитом али и историјом с релативно мало критичних кварова, Ми-26 светски стручњаци су признали као један од најсигурнијих хеликоптера на свету.

## Карактеристике

### Основне карактеристике:
- посада: 6
- капацитет: 80 војника, 60 носила

или 20.000 kg терета
- дужина: 40,025 m
- пречник ротора: 32 m
- висина: 8,145 m
- маса авиона: 28.200 kg
- максимална полетна маса: 56.000 kg

### Летне карактеристике:
- највећа брзина: 295 km/h
- долет: 1.952 km
- највећа висина лета: 4.600 m
- мотори: 2 × Лотарев Д-136 турбо-осовински мотор
- снага: 2 х 11400 кс

## Експлоатација
Приступ у транспортни простор омогућен је кроз двоја врата на левој страни трупа, једна врата на десној задњој страни трупа, те велику спуштајући рампу на задњој страни која својим димензијама омогућава директан улазак и излазак возила величине камиона. Ради ли се о уносу терета, поред вучне дизалице која олакшава утовар повлачењем терета у труп, уграђене су и двије дизалице ЛГ-1500 с електромотором, које се крећу по кровним шинама, а свака је носивости 2500 кг. Помоћу њих, врло се лако одједном може унети терете тежине до 5000 кг.
Иако се специфицира да Ми-26 предвиђа превоз 100 особа или 82 потпуно опремљених војника, искуства показују да та бројка може бити знатно већа. Хеликоптер који је 2002. године оборен у Чеченији превозио је чак 152 особе, а постоје нагађања да је та бројка знала бити и већа. Теоретски то није невероватно јер ако Ми-26 има носивост од 20 000 кг, а ако узмемо да сваки путник има у просеку чак 100 кг, тада се једноставно може израчунати да је могућ смештај 200 особа, али питање је колико би то био комфоран превоз.
Током руковања теретом, било да је реч о унутрашњем терету или ономе који се носи подвесно, велику помоћ члану посаде задуженом за утовар терета, пружају 3 камере у затвореном кругу које на ТВ екрану приказују критичне углове битне приликом рада са теретом.
Зависно о верзијама Ми-26, теретни простор може послужити и за смештај текућих терета, при чему у улози хеликоптера за гашење пожара у трупу може носити 15 000 литара воде, или пак 14.040 литара разних врста горива када је у улози летеће цистерне.
Ми-26 можемо видети заиста широм света због својих јединствених могућности, а могућност превоза и до 150 војника одједном или пак оклопних возила отворило је очи и америчким командантима. Током 2001. и 2002. америчка војска је унајмила из Русије Ми-26 како би превезао оборене хеликоптере, доказујући потребу за транспортним хеликоптерима те категорије.
И у хуманитарним акцијама као нпр. помоћ страдалима у потресу који се догодио у Пакистану, Ми-26 доказује своје велике предности, када је у једном лету допремао 20 тона помоћи у планинским пределима, где је истовремено због висинских ограничења, за ту количину терета требало 10 летова хеликоптера Ми-8 МТВ1. Не треба заборавити ни Чернобиљску катастрофу, где су у санацији несреће учествовали и ови хеликоптери.
Премда носи двоструко више терета на просечној удаљености од најтежег америчког транспортног хеликоптера CH–47 Чинук, Ми-26 има за 50% ниже оперативне трошкове. Ипак је један од разлога нижих трошкова по сату лета јест и његова ниска куповна цена, која се креће у границама 10-12.000.000 долара, што је нпр. Пола цене транспортног хеликоптера H-60 Black Hawk. Захваљујући ниској куповној цени али и све већом отвореношћу Русије на спољну слободну трговину, компанија Миљ посебно је у последњој деценији остварила повећане извозне резултате, па се тако Ми-26 налази у ваздухопловству многих других земаља. Иако је џиновски хеликоптер велике тежине, при заштита посаде и путника у случају несрећа показао се да је на врло високом нивоу.

## Земље кориснице
- Русија
- Украјина
- Белорусија
- Казахстан
- Индија
- Венецуела
- Кина
- Мексико
- Алжир

## Варијанте Ми-26
- В-29: прототип који је полетео у децембру 1977.
- Ми-26: војна транспортна верзија која је у наоружање ушла 1983.
- Ми-26А: побољшана верзија
- Ми-26мс: летећа болница која има могућност превоза и до 60 лежећих пацијената, а унутар које се налази операциона сала, опрема с кисеоником
- Ми-26НЕФ-М: протуподморнички верзија
- Ми-26П: путничка цивилна верзија са 63 седишта, кухињом и гардеробом
- Ми-26ПК: летећи кран
- Ми-26Т: цивилна транспортна верзија
- Ми-26Т2 транспортна верзија са комплексом савремене дигиталне авионике и смањеном посадом до два пилота
- Ми-26ТМ: побољшана верзија летећег крана с уграђеном подтрупни гондолом
- Ми-26ТП: издање за противпожарна дејства
- Ми-26ТС: извозна верзија Ми-26Т
- Ми-26ТЗ: летећа цистерна која преко десет црева може снабдевати возила на земљи